# Knipowitschia mermere
Knipowitschia mermere és una espècie de peix de la família dels gòbids i de l'ordre dels cipriniformes que es troba a Turquia.